# 长沙干马乡
长沙干马乡，是中华人民共和国四川省甘孜藏族自治州石渠县下辖的一个乡镇级行政单位。

## 行政区划
长沙干马乡下辖以下地区：
曲麦村、伍拉村、生保村、虎热村、约达村和俄加村。